# Marcelino Freire
Marcelino Juvêncio Freire (Sertânia, 20 de março de 1967) é um escritor brasileiro.

## Biografia
Nascido em Sertânia, no estado de Pernambuco, muda-se com a família para  Paulo Afonso, Bahia, em 1969. Lá permanece por seis anos, até voltar para Pernambuco e radicar-se na capital, Recife, onde começa a fazer teatro. Em 1981, escreve os primeiros textos do gênero e participa juntamente com artistas plásticos e escritores Adrienne Myrtes, Denis Maerlant, Jobalo, Pedro Paulo Rodrigues e Regi So Ares, do grupo POETAS HUMANOS, fundamental para sua formação artística. Ao longo da década de 1980, trabalha como bancário e inicia o curso de Letras na Universidade Católica de Pernambuco, sem concluí-lo. Em 1989, frequenta a oficina literária do escritor Raimundo Carrero e, dois anos depois, é premiado pelo governo do Estado de Pernambuco. 
Decide mudar-se para a cidade de São Paulo em 1991 e publica, de forma independente, seus dois primeiros livros: AcRústico, de 1995 e EraOdito, de 1998. Em 2000, publica o livro de contos Angu de Sangue. Em 2002, idealizou e editou a Coleção 5 Minutinhos, que inaugurou o selo eraOdito editOra. É um dos editores da PS:SP, revista de prosa lançada em maio de 2003, e um dos contistas em destaque nas antologias Geração 90 (2001) e Os Transgressores (2003), publicadas pela Boitempo Editorial. Em 2009 foi um dos nomes escolhidos pela crítica literária Heloísa Teixeira para compor a antologia digital Enter.

## Livros publicados
- EraOdito (aforismos, 2ª edição, 2002)
- Angu de Sangue (contos, Ateliê Editorial, 2000)
- BaléRalé (contos, Ateliê Editorial, 2003)
- Contos Negreiros (contos, Editora Record, 2005)
- Rasif - Mar que Arrebenta (contos, Editora Edith, 2008)
- Amar é crime  (contos, Editora Edith, 2010)
- Nossos ossos (romance, Editora Record, 2013)
- Bagageiro (ensaios, Editora José Olympio, 2018)
- Escalavra (romance, Amarcord, 2024)

## Presença em antologias publicadas no exterior
- Je suis favela (Editora Anacaona, França, 2011). ISBN : 978-2-918799-01-6
- Je suis toujours favela (Editora Anacaona, França, 2014). ISBN : 978-2-918799-49-8

## Romances publicados no exterior
- Nos os (Editions Anacaona, França, 2014). ISBN : 978-2-918799-51-1. Tradução: Paula Anacaona

## Prêmios
- Prêmio Machado de Assis, 1° lugar em 2014, na categoria Romance pela obra Nossos Ossos.[1]
- Prêmio Jabuti de Literatura, 1° lugar em 2006, na categoria contos pela obra Contos Negreiros (contos, 2005).
- Prêmio Jabuti de Literatura, finalista em 2014, na categoria romance por Nossos ossos (Editora Record, 2013).